# Aspinal of London
Aspinal of London é uma marca britânica de acessórios de luxo fundada em 2000 pelo designer Iain Burton. Foi inicialmente criada para fornecer artigos à National Gallery e ao Museu do Louvre,  tornando-se marca em 2007. Tem sede em Londres e é amplamente considerada uma das marcas de malas e carteiras mais luxuosas do mundo, sendo imagem de marca da Família real britânica.   

## Lojas

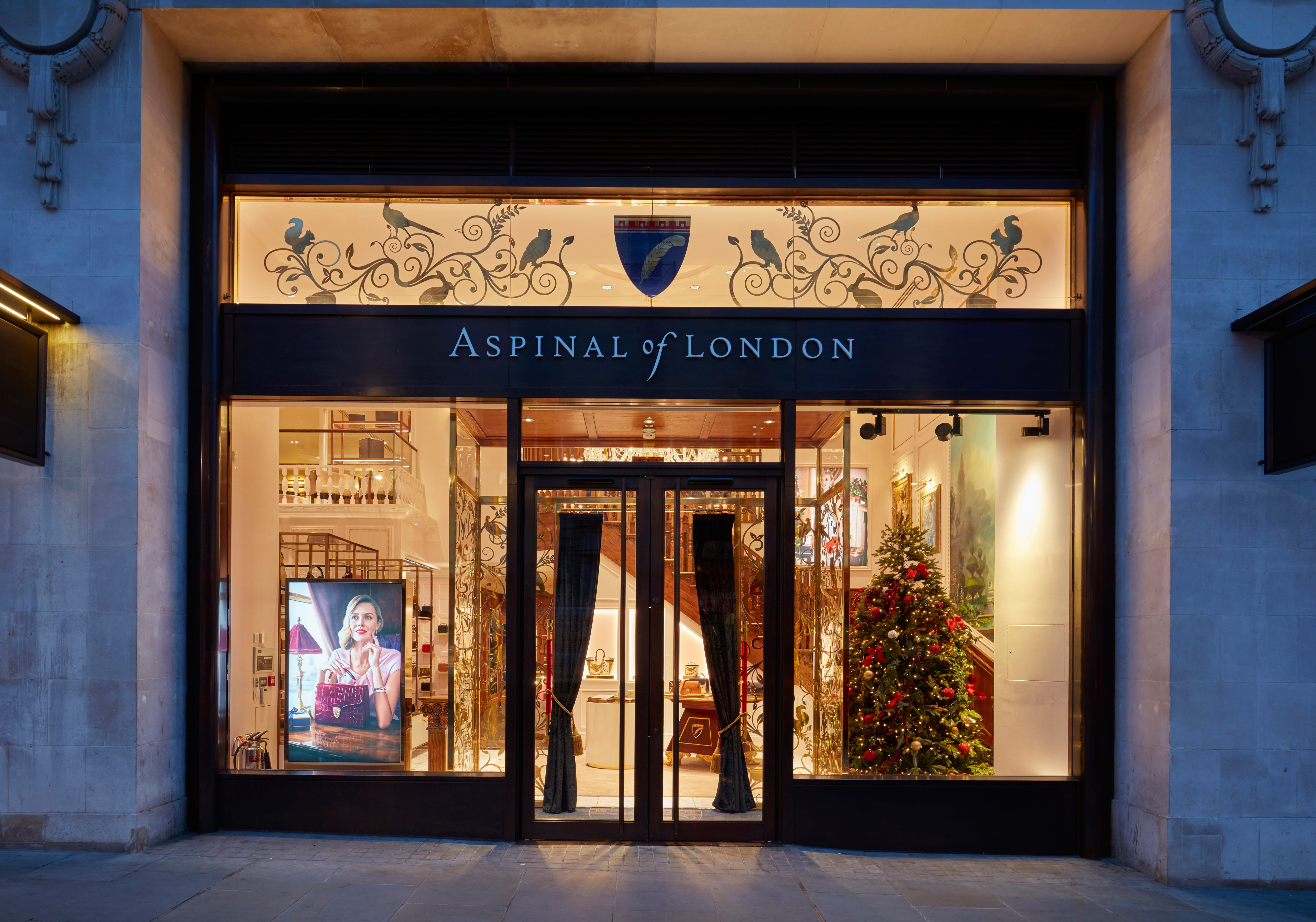
Entrada da Aspinal na Regent Street

### Cidade de Londres
- Harrods
- Heathrow
- Regent Street St James's
- Royal Exchange
- Selfridges

### Reino Unido
- Selfridges - Trafford
- House of Fraser - Guildford
- Head Office - West Sussex

### Emirados Árabes Unidos
- The Galleria - Abu Dhabi
- Yas Mall - Abu Dhabi

### República Popular da China
- L+Mall - Shanghai
- in99 Mall - Chengdu